# نظرية رانكين
تطورت نظرية رانكين عام 1857 على يد ويليام رانكين, وهي نظرية تُعنى بحل مجال الإجهاد الذي يتنبأ بالضغط الأرضي الفعال والكامن. وتفترض هذه النظرية أن التربة تتسم بعدم التماسك والجدار بعدم الاحتكاك، ويكون السطح البيني لجدار التربة رأسيًا، وسطح الانهيار الذي تتحرك عليه التربة مستويًا، والقوة الناتجة ذات زاوية موازية لسطح الردم الخلفي. وفيما يلي معادلات معاملات الضغط الأرضي الجانبي الفعال والكامن. لاحظ أن φ' زاوية مقاومة القص للتربة وأن الردم الخلفي يميل بزاوية β أفقيًا.
{\displaystyle K_{a}={\frac {\cos \beta -\left(\cos ^{2}\beta -\cos ^{2}\phi \right)^{1/2}}{\cos \beta +\left(\cos ^{2}\beta -\cos ^{2}\phi \right)^{1/2}}}}
{\displaystyle K_{p}={\frac {\cos \beta +\left(\cos ^{2}\beta -\cos ^{2}\phi \right)^{1/2}}{\cos \beta -\left(\cos ^{2}\beta -\cos ^{2}\phi \right)^{1/2}}}}
وفي الحالة التي تكون قيمة β تساوي صفرًا، يتم تبسيط المعادلات السابقة إلى
{\displaystyle K_{a}=\tan ^{2}\left(45-{\frac {\phi }{2}}\right)\ }
{\displaystyle K_{p}=\tan ^{2}\left(45+{\frac {\phi }{2}}\right)\ }

## نظرية رانكين
تفترض نظرية رانكين أن الانهيار سوف يحدث عندما يصل الحد الأقصى للإجهاد الرئيسي عند أي نقطة قيمة تعادل إجهاد الشد في عينة إجهاد بسيطة عند الانهيار. ولا تأخذ هذه النظرية في اعتبارها تأثير أنواع الإجهاد الرئيسي الأخرى. وتفي نظرية رانكين بأغراضها عند التعامل مع المواد الهشة، ولكنها لا تنطبق على المواد المرنة. ويطلق على هذه النظرية أيضًا اسم نظرية الإجهاد الأقصى.
وتفترض نظرية رانكين وجود سطح بيني لا احتكاكي لجدار التربة وجدار رأسي (لا توجد انحدارات في الجدار).

## ضغط التربة الفعال والكامن
تساعد هذه النظرية، والتي تعتبر أن التربة في حالة توازن لدن، في بروز الافتراضات القائلة إن التربة متجانسة، وموحدة الخواص وتتميز بوجود احتكاك داخلي. ويشار إلى الضغط الذي تمارسه التربة على الجدار باسم الضغط الفعال، بينما يطلق على الضغط الذي تبذله التربة على أي شيء يندفع ضدها اسم «الضغط الكامن». تنطبق نظرية رانكين على أنواع التربة غير القابلة للضغط. وتصاغ معادلة الضغط الأرضي الفعال غير المتماسك كما يلي:
{\displaystyle P_{a}=K_{a}wh}
حيث إن:
{\displaystyle K_{a}={\frac {\cos \beta -\left(\cos ^{2}\beta -\cos ^{2}\phi \right)^{1/2}}{\cos \beta +\left(\cos ^{2}\beta -\cos ^{2}\phi \right)^{1/2}}}}
و
Ka = معامل الضغط الفعال
w = كثافة وزن التربة
h = عمق المقطع (تحت سطح التربة العلوي) حيث يتم تقييم الضغط.
β = الزاوية التي يشكلها سطح التربة من الاتجاه الأفقي.
ø = زاوية الاحتكاك الداخلي للتربة.
ويعبر عن الضغط الكامن بـ:
{\displaystyle P_{p}=K_{p}wh}
حيث إن:
{\displaystyle K_{p}={\frac {1}{K_{a}}}}